# Integrating the Healthcare Enterprise (IHE)
Integrating the Healthcare Enterprise (IHE) là một tổ chức phi lợi nhuận có trụ sở đặt tại bang Illinois, Hoa Kỳ
Được phát tirển bởi Hội X-quang Bắc Mỹ (RSNA) và Hội hệ thống quản lý và thông tin y tế (HIMSS – Healthcare Information Management Systems Society). IHE tự nó không phải là một hệ tiêu chuẩn, IHE chỉ đưa ra các quy trình thực hiện (process) và cách thức giao dịch (transaction). Chiến lược của IHE là tích quy trình giải quyết trong một tổ chức y tế, sử dụng các tiêu chuẩn DICOM và HL7. IHE thực thi qua 4 giai đoạn: a) nhận dạng vấn đề về khả năng tương thích, b) xác định các "profile" tích hợp, c) thực thi và kiểm tra tại các Connecthon, d) công bố các "profile" kết hợp này.
IHE đưa ra các "profile" tích hợp (Intergration Profile) hướng dẫn các thông tin hoặc quy trình làm việc dựa trên các tiêu chuẩn có sẵn như DICOM hoặc HL7. Profile sẽ giúp việc ứng dụng các tiêu chuẩn hiệu quả nhất. Nói chung, IHE Profile sẽ giúp loại bỏ sự không thống nhất, giảm chi phí, tạo ra khả năng tương thích ở mức độ cao nhất.  
Những ví dụ về thành công của các IHE "profile" tích hợp như Consistent presentation of images profile đảm bảo hình ảnh sẽ hiển thị như nhau trên các thiết bị vật lý khác nhau như phim, workstation, PC. Key image notes profile được dùng để đánh dấu những hình ảnh trong việc xử lý hình ảnh. "Key image" rất hữu ích trong thực tế, ví dụ một ca chụp CT tạo ra khoảng 200 ảnh nhưng thông tin hữu ích thường chỉ nằm trên 4-5 tấm. Đánh dấu các ảnh này sẽ giúp những người khác trong PACs truy cập nhanh chóng, nhờ đó tiết kiệm thời gian, tăng hiệu quả sử dụng. Cac profile khác như: Scheduled work flow, Patient information integration reconciliation, basic security,
Mỗi năm IHE đều tổ chức các Connecthon (một dạng hội nghị thường niên với mục đích bàn bạc, thử nghiệm nhằm giải quyết các vấn đề kỹ thuật) tại châu Á, châu Âu, Bắc Mỹ, đây là sự kiện để các nhà sản xuất lớn trong ngành IT ngồi lại với nhau để bàn bạc về sự tương thích của các thiết bị.